# Marina Živković (Leichtathletin)
Marina Živković (serbisch-kyrillisch Марина Живковић, * 9. Juli 2001) ist eine serbische Leichtathletin, die sich auf den Siebenkampf spezialisiert hat.

## Sportliche Laufbahn
Erste Erfahrungen bei internationalen Meisterschaften sammelte Marina Živković im Jahr 2021, als sie bei den Balkan-Meisterschaften in Smederevo mit 5036 Punkten die Silbermedaille im Siebenkampf gewann.
2021 wurde Živković serbische Meisterin im Siebenkampf sowie 2019 und 2021 im Hallenfünfkampf.

## Persönliche Bestleistungen
- Siebenkampf: 5036 Punkte, 27. Juni 2021 in Smederevo
  - Fünfkampf (Halle): 3883 Punkte, 6. Februar 2021 in Belgrad